# Atle Selberg

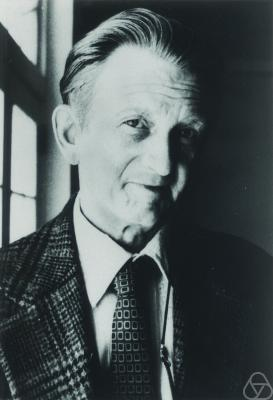
Atle Selberg

Atle Selberg (14 tháng 6 năm 1917 – 6 tháng 8 năm 2007) là một nhà toán học người Na Uy nổi tiếng với các công trình về lý thuyết số học giải tích, và trong lĩnh vực lý thuyết các dạng tự đẳng cấu, và ông đã đưa ra sự liên hệ của chúng với lý thuyết phổ. Ông được trao huy chương Fields năm 1950.

## Tuổi trẻ
Selberg sinh ra ở Langesund, Na Uy. Khi còn học phổ thông ông đã bị ảnh hưởng bởi các công trình của Srinivasa Ramanujan và ông đã khám phá ra công thức giải tích chính xác cho hàm từng phần mà đã được Ramanujan gợi ý ra, tuy nhiên, nhà toán học Hans Rademacher đã tìm ra kết quả này và công bố nó trước ông. Trong chiến tranh thế giới lần hai, ông đã chiến đấu chống lại quân đội xâm lược phát xít Đức ở Na Uy và bị cầm tù vài lần. 
Ông học tại Đại học Oslo và hoàn thành luận án tiến sĩ năm 1943.

## Tuyển tập các công trình
- Atle Selberg Collected Papers: 1 (Springer-Verlag, Heidelberg), ISBN 0-387-18389-2
- Collected Papers (Springer-Verlag, Heidelberg Mai 1998), ISBN 3-540-50626-8